# Ranua
Ranua is een gemeente in het Finse landschap Lapland. De gemeente heeft een totale oppervlakte van 3.453,39 km² en telt 3.618 inwoners (2022).